# 王载宝
王载宝（Paul T. P. Wong，1937年4月1日—2024年）是加拿大臨床心理學家和教授。 他的研究生涯經歷了四個階段，在每個階段都做出了重要貢獻：學習理論，社會認知，存在心理學和正向心理學。 他在接受死亡，意義治療和第二波正向心理學方面的綜合性工作而聞名。王载宝目前是塞布魯克大學的兼職教授，特倫特大學及西三一大學的名譽教授。 他還曾在德克薩斯大學奧斯汀分校，約克大學及多倫多大學任教。

## 個人生活
王載寶於1937年出生於中國天津，並於1948年移居香港。王載寶於1961年以國際學生的身份在加拿大獲得學士學位。 1964年從多倫多聖經學院畢業，並獲得文學學士學位，在1967年獲得卡爾頓大學榮譽心理學博士學位。1970年，王載寶獲得了多倫多大學心理學博士學位。 王載寶的職業生涯跨越兩個領域：心理學和基督教事工。 他於1960年代初擔任多倫多中國福音教會的創始牧師，然後在特倫特大學任教期間，於1970年代創立了彼得伯勒中國基督教獎學金。 王載寶在1980年代參與過安置船民的工作，並於1990年代初在西三一大學開設了心理諮詢研究生課程。

## 研究生涯

### 正向心理學
王載寶將存在心理學與正向心理學相結合，形成了存在正向心理學 ，認識到人類存在的憂慮和陰暗面。 後來，這被視為第二階段的正向心理學，承認陰陽學說及亞洲本土心理學的重要性。 第二階段的正向心理學基於對立共存的基礎，而對立則對人類發展及心盛至關重要。 自2011年以來，王載寶組織了一些定期聚會推廣正向心理學。 參與者學習意義的基本原理和相互聯繫的新方式。 這項外展方案旨在改善基層的心理健康。